# Awaous guamensis
Awaous guamensis är en fiskart som först beskrevs av Valenciennes, 1837.  Awaous guamensis ingår i släktet Awaous och familjen smörbultsfiskar. IUCN kategoriserar arten globalt som livskraftig. Inga underarter finns listade.